# Bleik
Bleik este o localitate din comuna Andøy, provincia Nordland, Norvegia, cu o suprafață de 0,36 km² și o populație de 460 locuitori (2013).